# Arthur Leipzig
Pour les articles homonymes, voir Leipzig (homonymie).
Arthur Leipzig, né le 25 octobre 1918 dans l'arrondissement new-yorkais de Brooklyn et mort le 5 décembre 2014 à Oyster Bay (New York), est un photographe américain, connu pour son travail documentaire (photographie de rue).

## Biographie
Leipzig abandonne ses études à l'âge de 17 ans. Il exerce différentes activités, conduit des poids-lourds et travaille en usine. Après s'être sérieusement blessé à la main, il se joint à la Photo League, un regroupement de photographes de New York, et participe aux ateliers de Sid Grossman (en). De 1942 à 1946, Leipzig est photographe au quotidien PM (en). Il continue sa carrière de photojournaliste comme pigiste. Ses images sont publiées dans le New York Times et le magazine This Week (en), entre autres,.
En 1955, il est invité à participer à l'exposition The Family of Man, du Museum of Modern Art de New York. À partir de 1968 et jusqu'en 1991, Leipzig enseigne au Post Campus (LIU Post (en)) de l'université de Long Island. Son travail a fait l'objet de nombreuses expositions solo et de quatre publications.

## Expositions

### Expositions collectives
- The New-York school show – Les photographes de l'École de New York 1935-1965, du 7 octobre 2020 au 10 janvier 2021, Pavillon populaire, Montpellier